# Darwinowski Rezerwat Biosfery
Darwinowski Rezerwat Biosfery (ros. Дарвинский государственный природный биосферный заповедник) – ścisły rezerwat przyrody (zapowiednik) w rejonie czerepowieckim obwodu wołogodzkiego i rejonie brejtowskim obwodu jarosławskiego w Rosji. Jego obszar wynosi 1126,3 km² (w tym wody przybrzeżne 454,54 km²), a strefa ochronna 219,24 km². Rezerwat został utworzony decyzją rządu Rosyjskiej Federacyjnej Socjalistycznej Republiki Radzieckiej z dnia 18 lipca 1945 roku. W 2000 roku został zakwalifikowany przez BirdLife International jako ostoja ptaków IBA. W 2002 roku otrzymał status rezerwatu biosfery UNESCO. Dyrekcja rezerwatu znajduje się w miejscowości Czerepowiec.

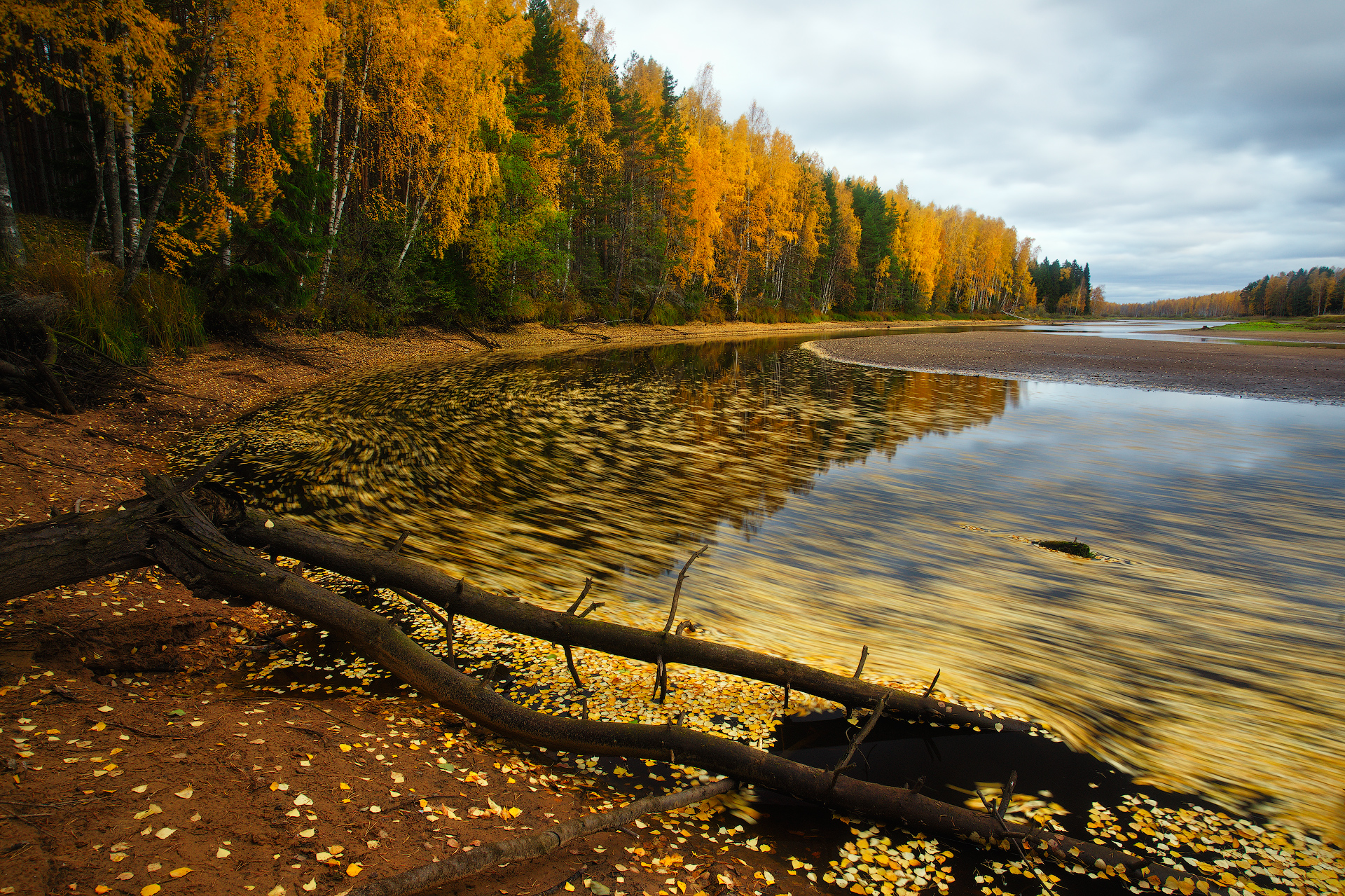
Rzeka Łosza

## Opis
Rezerwat znajduje się na dużym półwyspie na północno-zachodnim brzegu Zbiornika Rybińskiego. Jednym z celów jego utworzenia było badanie wpływu tego sztucznego zbiornika na florę i faunę. Teren rezerwatu to płaska nizina z niewielkimi jeziorami i rzekami. 
Klimat jest kontynentalny. Średnia temperatura lipca to +18 ºС, a stycznia -10 ºС.

## Flora
80 procent powierzchni rezerwatu zajmują torfowiska i podmokłe lasy. Występuje tu 747 gatunków roślin naczyniowych, 149 gatunków mchów, 66 gatunków porostów i 125 gatunków grzybów. Do rzadkich gatunków tu rosnących należą m.in.: obuwik pospolity, granicznik płucnik, storzan bezlistny, mądziak malinowy i kukułka Traunsteinera.

## Fauna
Fauna rezerwatu obejmuje 37 gatunków ssaków, 237 gatunków ptaków, 5 gatunków gadów, 7 gatunków płazów i 23 gatunki ryb.
Wśród ssaków pospolite są m.in.: łoś euroazjatycki, wilk szary, niedźwiedź brunatny, bóbr europejski, gronostaj europejski, jenot azjatycki, dzik euroazjatycki, lis rudy, borsuk europejski, zając bielak, polatucha syberyjska. Rzadziej występują ryś euroazjatycki i wydra europejska.
Gniazduje tu 15 rzadkich gatunków ptaków. Są to m.in.: nur czarnoszyi, orzeł przedni, orlik grubodzioby, puchacz zwyczajny, łabędź krzykliwy.
W rezerwacie znajduje się jedno z największych w Europie stałych miejsc lęgowych bielika i rybołowa (symbol rezerwatu).